# Nadia Gray

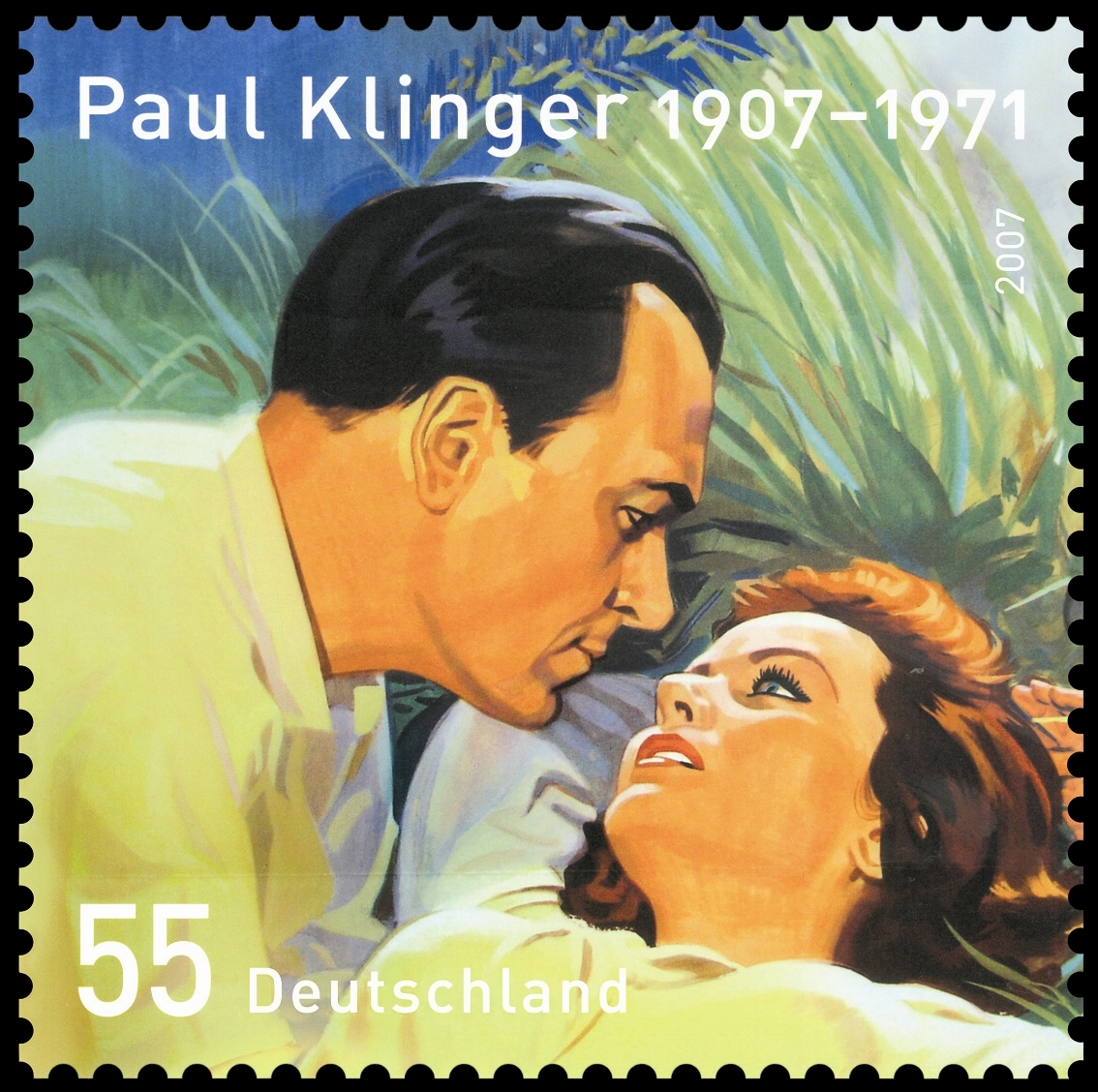
Ausschnitt aus dem Plakat zu dem Film Hengst Maestoso Austria (1956), Paul Klinger und Nadia Gray (deutsche Briefmarke von 2007)

Nadia Gray (eigentlich Nadia Kujnir-Herescu; * 23. November 1923 in Bukarest; † 13. Juni 1994 in New York) war eine rumänisch-österreichische Schauspielerin.

## Leben
Die Tochter eines russischen Flüchtlings und einer bessarabischen Mutter begann gegen Ende des Zweiten Weltkrieges auf Bühnen in Bukarest aufzutreten. 1946 heiratete sie den rumänischen Prinzen Constantin Cantacuzino (1905–1958), der sich im Zweiten Weltkrieg einen Ruf als sogenanntes  Fliegerass erworben hatte. Das Paar lernte sich auf einem Flug einer rumänischen Fluggesellschaft kennen (sie als Passagierin, er als Pilot), bei dem es wegen eines brennenden Motors fast zu einem Absturz gekommen wäre. Bei der Machtübernahme der Kommunisten verließ sie 1947 mit ihrem Mann das Land und ging über Österreich nach Frankreich. Dort nannte sie sich Nadia Gray und gab noch im selben Jahr ihr Bühnendebüt in Paris.
Ihr Filmdebüt hatte sie 1949 als Nadine Gray in dem österreichischen Spielfilm Rosen der Liebe/ Seine Hoheit darf nicht küssen an der Seite von O. W. Fischer und Siegfried Breuer. Im Film spielte sie meist elegante, verführerische Frauen von Welt. In Fellinis Klassiker Das süße Leben zeigte sie einen Striptease. Ende der 1960er Jahre ging sie nach Amerika, wo sie 1967, neun Jahre nach dem Tod ihres ersten Mannes, den New Yorker Anwalt Herbert Silverman heiratete. Vom Filmgeschäft zog sie sich 1976 zurück und trat fortan als Sängerin in Cabaret-Shows auf.
Nadia Gray starb 1994 in Manhattan an einem Schlaganfall. Sie hinterließ ihren Ehemann und zwei Stiefkinder.
Eine am 14. Juni 2007 ausgegebene, dem 100. Geburtstag von Paul Klinger gewidmete deutsche Sonderbriefmarke zeigt einen Ausschnitt aus dem Filmplakat zu „Hengst Maestoso Austria“, auf dem Nadia Gray zusammen mit Paul Klinger zu sehen ist.

## Filmografie (Auswahl)
- 1949: Liebling der Welt
- 1949: Der Meisterdieb von Paris (The Spider and the Fly)
- 1949: Monseigneur
- 1951: Wölfe in der Nacht (Valley of Eagles)
- 1951: Nacht ohne Sterne (Night without Stars)
- 1951: Frau für eine Nacht (Moglie per una notte)
- 1952: Treffpunkt Moskau (Top Secret)
- 1952: Gekreuzte Klingen (Il maestro di Don Giovanni)
- 1952: Warum hast Du mich betrogen? (Inganno)
- 1953: Puccini – Liebling der Frauen, Meister der Melodien (Puccini)
- 1953: Der Sohn des weißen Teufels (Ivan il figlio del diavolo)
- 1954: Die Bettlerin von Notre Dame (Le due orfanelle)
- 1954: Karussell Neapel (Carosello napoletano)
- 1954: Serenade für zwei Pistolen (Les femmes s'en balancent)
- 1954: Das Haus Ricordi (Casa Ricordi)
- 1955: Casanova – seine Liebe und Abenteuer (Les aventures et les amours amours de Casanova)
- 1955: Wohnung mit allem Komfort
- 1955: Musik im Blut
- 1956: Der Fischer der goldenen Insel (Agguato sul mare)
- 1956: Der goldene Falke (Il falco d'oro)
- 1956: Hengst Maestoso Austria
- 1956: Paradies der Liebe (Folies Bergère)
- 1956: Mit Melone und Glacéhandschuhen (Parola di ladro)
- 1957: Sénéchal ist der Größte (Sénéchal, le magnifique)
- 1957: Der schwarze Teufel (Il diavolo nero)
- 1957: Meine schöne Mama
- 1957: Ferien auf der Sonneninsel
- 1959: Wilder Sommer (L'estate violenta)
- 1960: Das süße Leben (La dolce vita)
- 1960: Candide oder der Optimismus im 20. Jahrhundert (Candide ou l'optimisme au XXième siècle)
- 1961: Paris – Stadt der Versuchung
- 1962: Wenn beide schuldig werden
- 1963: Die Ausgekochten (Maniac)
- 1963: Zwei Whisky und ein Sofa
- 1963: Begegnung in Salzburg
- 1965: Der Abenteurer von Tortuga (L'avventuriero della Tortuga)
- 1965: Einmal wird abgerechnet (The Crooked Road)
- 1966: Winnetou und sein Freund Old Firehand
- 1966: Der Mann am Draht (The Naked Runner)
- 1967: Das älteste Gewerbe der Welt (Le plus vieux métier du monde)
- 1967: Nummer 6 (The Prisoner) (Fernsehserie, 1 Folge)
- 1967: Zwei auf gleichem Weg (Two for the Road)